# Dobrovodski izvori
Dobrovodski izvori, bosanski hrvatski glazbenici iz Dobre Vode. Izvođači su izvorne glazbe.

## Članovi
Članovi su bili Anto Tolić, Luka Birčić i Anto Kolarević (pjevači) te Ivan Martić i Anto Kolarević (svirači šargije i violine). 1988. godine objavili su jedan nosač zvuka. To je kazeta koju je objavio Jugodisk. Ton-majstor je A. Radojičić, a autor fotografije s naslovnice je Z. Kuzmanović.

## Diskografija
Djelimičan popis izdanja:
- Vratiću se tebi, Bosno, 1988.[1]

### Vratiću se tebi, Bosno
Kazeta strana A:
1. VRATIĆU SE TEBI,BOSNO 2,40 ( A. Kolarević - A. Tolić )
2. PJESMA RODNOM KRAJU 2,31 ( I. Martić- A. Tolić i L. Birčić )
3. U KAFANI PRAZNIM ČAŠE VINA 3,37 ( A.Kolarević - A. Tolić i L. Birčić )
4. STAROG MOMKA ŽENA NE ZANIMA 2,38 ( I. Martić - A. Tolić i L. Birčić )
5. KADA SRCE NEKOG VOLI 3,25 ( A.Kolarević - A. Tolić i L. Birčić )

Kazeta strana B:
1. ZAŠTO ODE VOLJENA SVETLANA 2,46 ( I. Martić - L. Birčić )
2. SLUŠAJ,MAJKO,PJESMU MOJU 4,01 ( I. Martić- A. Tolić i L. Birčić )
3. SNIJEG SAKRI STAZE MOJE 4,07 ( A. Kolarević - A. Tolić i L. Birčić )
4. KOLO BEĆARSKO 3,02 ( I. Martić )